# You'll Never Walk Alone

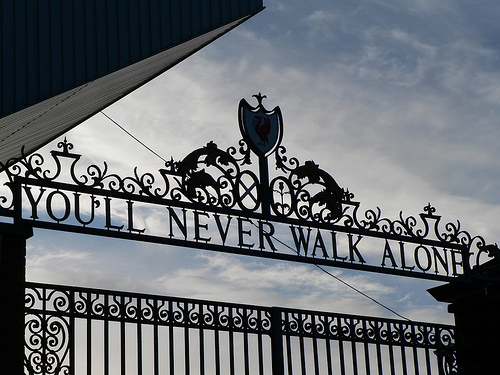
Les Portes de Shankly, un tribut a Bill Shankly per part del Liverpool FC, amb el lema del club.

"You'll never walk alone" (traduït al català com Mai no caminaràs sol) és una cançó gravada originalment per al musical Carousel de 1945, i que anys més tard va ser adoptada com a himne per un equip de futbol anglès, el Liverpool FC.
La peça està composta per Richard Rodgers (música) i Oscar Hammerstein (lletra).

## Història
La cançó You'll never walk alone va ser composta per al musical Carousel per Richard Rodgers i Oscar Hammerstein. En l'obra original de Broadway, el personatge de Billy Bigelow se suïcida en veure's acorralat per la policia després d'un atracament fallit i Julie (interpretada per Jan Clayton) arriba a temps per sentir les seves últimes paraules. Per consolar-la per aquesta pèrdua, Nettie (interpretada per Christine Johnson) li canta la cançó. La peça tornarà a sonar al final de l'obra, cantada per Julie i una coral durant una festa de graduació.
El musical va ser un èxit, i se’n va arribar a fer una adaptació al cinema, mentre que la cançó va aconseguir repercussió per la temàtica de la lletra. Frank Sinatra va fer una versió de la cançó, que es va situar en llocs alts de les llistes americanes, i més tard la van seguir altres músics com Elvis Presley o Johnny Cash. A Anglaterra, el grup de Liverpool Gerry & The Pacemakers va adaptar la lletra el 1960 i va aconseguir col·locar-la al número 1 de les llistes britàniques el 26 d'octubre de 1963, sent en poc temps adoptada pels seguidors del Liverpool FC com una cançó interpretada abans de cada partit, i convertint-se en l'himne del club. A més del Liverpool FC anglès, aquesta cançó ha estat presa com a himne pels seguidors del Borussia de Dortmund, del Kaiserslautern i del Celtic de Glasgow.

## Cançó
| Lletra original en anglès When you walk through a storm, hold your head up high, and don't be afraid of the dark ; at the end of the storm there is a golden sky and the sweet silver song of the lark. Walk on through the wind, walk on through the rain, though your dreams be tossed and blown. Walk on, walk on with hope in your heart, and you'll never walk alone, you'll never walk alone. Walk on, walk on with hope in your heart, and you'll never walk alone, you'll never walk alone. | Traducció al català Quan caminis a través d'una tempesta, Mantingues el cap ben alt, I no temis la foscor; Al final de la tempesta trobaràs la llum del sol I la dolça i platejada cançó de l'alosa. Segueix a través del vent, Segueix a través de la pluja, Encara que els teus somnis es trenquin a trossos. Camina, camina, amb esperança al teu cor, I mai no caminaràs sol, Mai no caminaràs sol. Camina, camina, amb esperança al teu cor, I mai no caminaràs sol, Mai no caminaràs sol. |

## Versions

### Versió de Il Divo
El quartet musical Il Divo compost per quatre cantants masculins: el suís Urs Bühler, l'espanyol Carlos Marín, el nord-americà David Miller i el francès Sébastien Izambard, versionaren a quatre veus melòdiques el tema, inclòs en el seu àlbum A Musical Affair de 2013.

## Repercussió
La cançó va ser una de les més reconegudes en l'obra Carousel després de la seva estrena, tant per a teatre com en la versió cinematogràfica. Al llarg de la seva història ha estat interpretada per cantants com Barbra Streisand, Frank Sinatra, Nina Simone, Johnny Cash, Gerry & The Pacemakers, Els Tres Tenors, Elvis Presley, Louis Armstrong, Die Toten Hosen, The Adicts, Los Fastidios, i Doris Day entre molts altres.
En futbol és especialment coneguda per ser l'himne del Liverpool FC des de la dècada de 1960, sent interpretada pels seus aficionats minuts abans de la xiulada inicial del partit. La popularitat de la cançó és tal que l'equip anglès té la frase "You'll never walk alone" en el seu escut. Altres afeccionats van adoptar la cançó per animar als seus clubs, sent el cas més conegut el del Celtic Glasgow (Green Brigade), que també l'ha estat cantant des de la dècada de 1960. El club escocès va arribar a dedicar, durant un partit de la Lliga de Campions entre Celtic i FC Barcelona, la cançó a les víctimes de l'atemptat de Madrid de l'11 de març de 2004. D'altra banda, el grup de rock anglès Pink Floyd, en el tema Fearless del seu disc Meddle de 1971, va incloure un enregistrament en viu de les tribunes cantant l'himne al final d'aquesta cançó. El FC St. Pauli també va adoptar la cançó arran de les seves bones relacions amb el Celtic Glasgow.
Als Estats Units, atès que a Carousel la cançó s'interpreta també en una festa de graduació, és tradicional que en algunes universitats es canti durant aquestes celebracions.
En l'àmbit literari, el llibre Guia galàctica per a autoestopistes de Douglas Adams narra com l'ordinador Eddie canta aquest mateix himne, quan creu que uns coets impactaran contra la nau en la qual viatja.